# Otmar
Otmar je moško osebno ime.

## Izvor imena
Ime Otmar izhaja iz nemščine, kjer ima poleg oblike Otmar še različici Ottomar in Odomar. Ime Otmar je zloženo iz starovisokonemških besed õt 
»posest, bogastvo« in mãr »slaven«.

## Izpeljanke imena
Oto, Oton

## Pogostost imena
Po podatkih Statističnega urada Republike Slovenije je bilo na dan 31. decembra 2007 v Sloveniji 253 oseb z imenom Otmar.

## Osebni praznik
Otmar praznuje god 16. novembra, na dan, ko je leta 759 umrl svetnik in benediktinski opat samostana v Sankt Gallenu v Švici.

## Znane osebe
- Otmar Langerholc, slovenski brigadni general
- Otmar Črnilogar, slovenski duhovnik, klasični filolog, prevajalec
- Otmar Zorn, podjetnik